# District van het noordoostelijke Île-de-France
Het District van het noordoostelijke Île-de-France is een floradistrict dat door Belgische floristen wordt gehanteerd.
Het district omvat het noordelijke en oostelijke deel van het Bekken van Parijs en ligt geheel in Frankrijk. Dit is vooral gevuld met afzettingen uit het tertiair.